# Гражданска крепост
Гражданската крепост или Гражданско кале (на албански: Kalaja e Grazhdanit, Kalaja e Grezhdanit) е антична и средновековна крепост, разположена над село Граждане, Албания. Крепостта с площта си от 34 ha е най-голямата в Албания и сред най-големите на Балканите. Калето е обявено на 15 януари 1963 година за археологически паметник на културата под № 6.

## История
Крепостта е разположена югозападно от Граждане, на 11 km югоизточно от град Пешкопия. Построена е в южните склонове на планината Дешат, на хълмист терен, на 525 - 600 m надморска височина. Контролирала е пътя от Дебър към Пешкопия. Датира от IV век - късния римски период. Идентифицира се със средновековния замък Стефиград от времето на Скендербег.

## Описание
Стените на крепостта обхващат площ от 34 ha. Ограждащата я стена е с дължина 2760 m, като е подсилена с 44 кули, разположени на разстояние 40-80 m една от друга. Входовете са три, защитени от по две странични кули. Отбранителните кули постената са с различни форми - квадратни, правоъгълни, а защитните кули на вратите са с U-образна форма, което е характерно за времето до IV век. Стените са запазени до 1,5 m с широчина 3 m и са изградени от речни камъни и варовик. Южният вход с размери 14 х 9 m е от типа с две врати.